# THE TRANSFORMER
THE TRANSFORMER（ザ・トランスフォーマー）は3人組ギターロック・バンド。1999年「赤い花」でメジャーデビュー。

## メンバー
- 桐嶋直志 (ヴォーカル・ギター)

2018年2月22日、心不全のため死去。
- 本郷信 (ギター)

Scars Boroughのメンバーとして活動。
- 石川俊克（ベース）

## 概要
織田哲郎がプロデュースした二人組ユニット「Hollywood Motors」でボーカル&ギターを担当していた本郷信が解散後の1997年にライブハウスで歌っているのを見かけた桐嶋直志を誘い、更に翌年ベースの石川俊克を別バンドから引き抜いて結成。プロデュースは引き続き織田哲郎が務めたが織田の担当はレコード会社との調整などで曲作りは自分たちで行っていた。
インディーズ版のリリースを経て1999年5月21日にマキシシングル「赤い花」でメジャーデビュー。同年6月に「Nothing to lose」、7月に「錆びた雨」、8月に「クルッタキセツ」、10月に「あるがままに」と立て続けに4曲のマキシシングルをリリースし、更に12月にはアルバム『感情漂流』を発表した。
AIR-G'「Beat Kids Street」、NACK5「MIDNIGHT ROCK CITY」でレギュラーを務めるなどしたが、織田哲郎が曲作りまで関わった8枚目のシングル「ONE」を最後にメジャー・レーベルから離れた。その後も引き続き活動し「空」「LONE STAR」などアルバムもリリースしたが2009年に活動を休止した。以降も各メンバーはそれぞれ音楽活動を続けているがボーカルの桐嶋直志は2018年2月22日に心不全で死去している。

## タイアップ一覧
| 使用年 | 曲名      | タイアップ                                             |
| ------ | --------- | ------------------------------------------------------ |
| 2003年 | BLIND MAN | テレビ埼玉『HOT WAVE』2003年9月度オープニングテーマ    |
| 2004年 | LONE STAR | テレビ埼玉『HOT WAVE』2004年2・3月度オープニングテーマ |